# Bad Girlfriend
Bad Girlfriend è il secondo singolo del gruppo musicale alternative rock Theory of a Deadman, estratto dal loro terzo album Scars & Souvenirs.

## Pubblicazione
Il brano è stato rilasciato per la radio e per il download digitale il 14 maggio del 2008 e venne aggiunta nella Sirius Hits 1 nel novembre del 2008 e nelle radio mainstream rock verso dicembre. La canzone è stata scritta insieme a Christine Connolly.

## Video musicale
Il videoclip del brano fu rilasciato sul canale ufficiale della band di YouTube il 18 luglio 2008, sottoposta a censura. La versione non censurata, invece, venne pubblicata ad agosto.
Il video mostra una giovane ragazza che si sta dirigendo al lavoro, probabilmente un ospedale, lasciando un biglietto al suo fidanzato, avvisandolo che farà tardi. Più avanti viene mostrata anche la band al completo suonare il singolo in un strip club, nel quale vengono mostrate anche delle spogliarelliste sullo sfondo, che invitano il fidanzato (e alcuni suoi amici) della protagonista del videoclip ad entrare in una stanza appartata. Inaspettatamente, il ragazzo scoprirà che anche la sua stessa fidanzata è lì come spogliarellista, la quale, verso la fine del videoclip, lo incita a salire sul palco per riconciliarsi.

## Significato del brano
La canzone è dedicata all'ex moglie di Tyler Connolly, l'attrice Christine Danielle , della quale Connolly era estremamente geloso, a causa del suo fascino e del suo interesse per altri ragazzi, come ha rivelato la band in un'intervista concessa a Fuse.

## Successo commerciale
Il singolo divenne famoso in breve tempo, comparendo nella lista Bubbling Under Hot 100. Inoltre raggiunse l'89º posto, e in seguito, anche il 1º posto della classifica Billboard Canadian Hot 100.
Inoltre, grazie al singolo, la band riuscì a raggiungere i primi posti della classifica Mainstream Rock in sole 14 settimane, la Top 20 della classifica Modern Rock, raggiungendo l'ottavo posto

## Formazione
- Tyler Connolly – voce, chitarra (2001-presente)
- Dave Brenner – chitarra, cori (2001-presente)
- Dean Back – basso, cori (2001-presente)
- Robin DIaz - batteria, cori (2007-2009)

## Classifica
| Classifica (2008–2009)                | Posizione massima |
| ------------------------------------- | ----------------- |
| Billboard Canadian Hot 100            | 42                |
| U.S. Billboard Hot 100                | 75                |
| U.S. Billboard Pop 100                | 58                |
| U.S. Billboard Mainstream Rock Tracks | 1                 |
| U.S. Billboard Modern Rock Tracks     | 6                 |